# دوق كورنوال

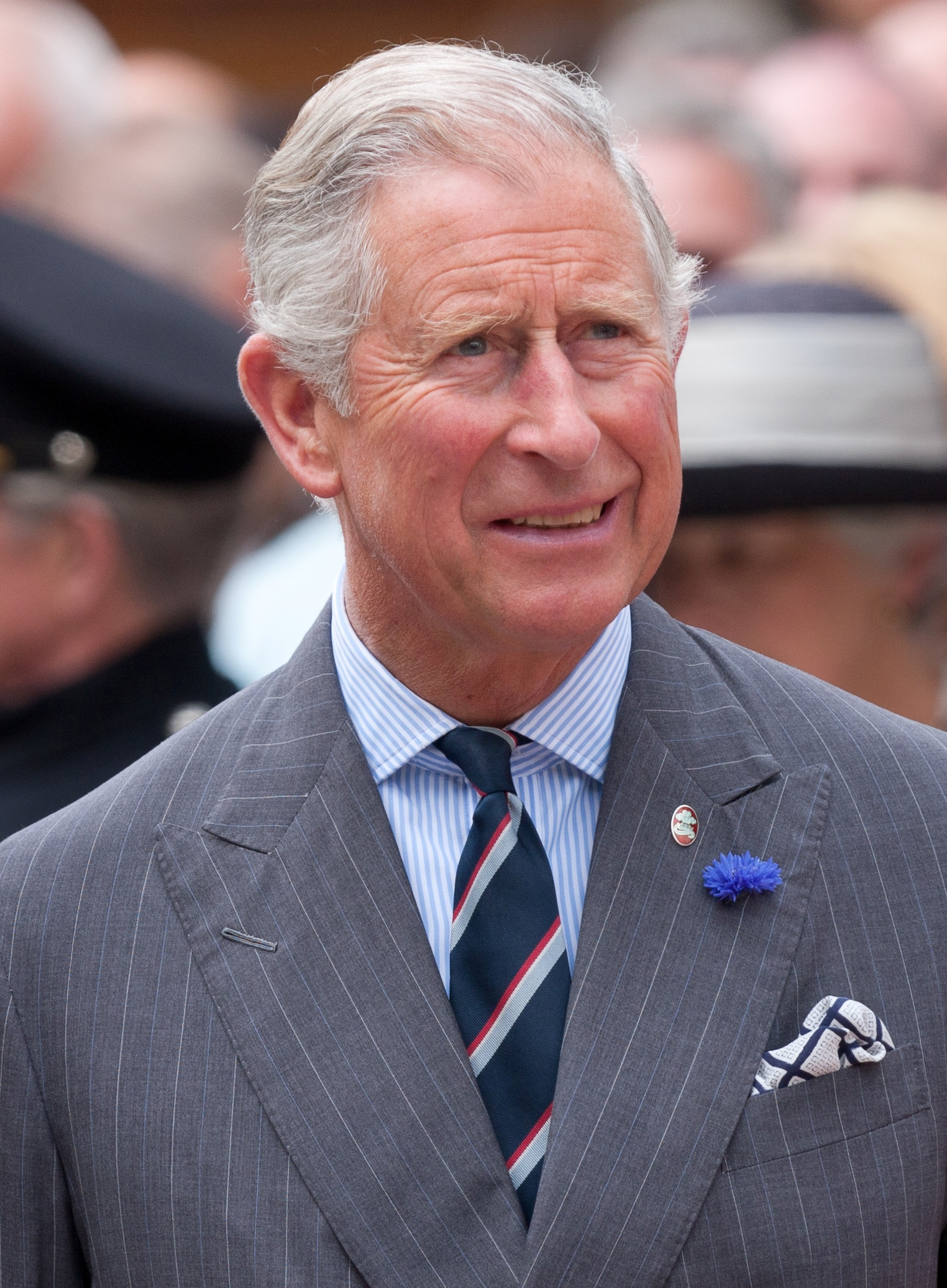
الملك تشارلز هو دوق كورنوال الحالي

دوق كورنوال (بالإنجليزية: Duke of Cornwall)‏ هو رتبة النبلاء الإنجليز أنشأها إدوارد الثالث، ويتولاها الابن الأكبر لحاكم بريطانيا. وكانت دوقية كورنوال أول دوقية أنشئت في إنكلترا، وذلك بمرسوم ملكي صدر عام 1331. الدوق الحالي هو الأمير ويليام، ابن الملك تشارلز الثالث، أما الدوقة فهي زوجته كاثرين